# متنزه سامبسون الحكومي
تبلغ مساحة متنزّه سامبسون الحكومي (على امتداد شاطئ متنزّه سامبسون الحكومي ) 2,070 أكر (8.4 كـم2) متنزّه الولاية الواقعة في مقاطعة سينيكا، نيويورك. يقع المتنزّه جنوب مدينة جنيف في بلدة رومولوس على الشاطئ الشرقي لبحيرة سينيكا، إحدى بحيرات فنجر.
يقع المتنزّه في موقع محطة تدريب سامبسون البحرية السابقة، والتي أصبحت بعد ذلك قاعدة سامبسون الجوية.

## تاريخها
كان الموقع موقعاً لمحطة سامبسون للتدريب البحري خلال الحرب العالمية الثانية، أصبحت قاعدة سامبسون الجوية خلال الحرب الكورية،، حيث قدمت التدريب الأساسي مرة أخرى. كما أنه يقع بجوار مستودع جيش سينيكا السابق، وهو موقع لتخزين الذخائر. اختفت معظم المباني تاركة 38 ميل (61 كـم) من شبكة الطرق والممرات المعبدة في منطقة مشجرة تبلغ مساحتها 3 ميل مربع (7.8 كـم2) المنطقة. يستضيف المبنى المتبقي الذي يسكنه «العميد» اليوم متحفًا يضم العروض التي تصور أنشطة وحياة مئات الآلاف من أفراد القوات البحرية والجوية أثناء تدريبهم على خوض الحرب في سامبسون.
تم شراء الموقع في عام 1960 من قبل مجلس ولاية نيويورك للمتنزهات بقيمة 500000 دولار وذلك بعد أن أعلنت الولايات المتحدة بأنه فائض.
سمي كل من المتنزّه الحكومي ومحطة التدريب البحرية السابقة على اسم الأدميرال ويليام تي سامبسون، الذي ولد في تدمر القريبة.

## مرافق الحديقة
يضم متنزّه سامبسون الحكومي متحفًا ومخيماً عسكريًا به 309 موقعًا للتخييم وشاطئًا رمليًا على بحيرة سينيكا وتدشين القوارب ومرسى به أكثر من 100 معبر للقوارب.

### المتحف الحربي
المتنزّه هو دار لمتحف يديره متطوعون قدامى من محاربين القوات الجوية والبحرية. يحتوي المتحف على العديد من القطع الأثرية والعروض التي كانت موجودة عندما كانت سامبسون قاعدة عسكرية. تعتمد ساعات عمل المتحف على مساعدة المتطوعين، ولكن عادة ما يكون مفتوحًا في عطلة نهاية الأسبوع.

## روابط خارجية
- متنزهات ولاية نيويورك: متنزّه سامبسون الحكومي
- موقع قدامى المحاربين في محطة سامبسون البحرية للتدريب
- موقع قدامى المحاربين في سلاح الجو سامبسون
- معلومات وصور متحف سامبسون
- علامة تاريخية حول بدايات محطة سامبسون البحرية